# Balad (distrikt)
Balad District (arabiska: قضاء بلد) är ett distrikt i Irak.   Det ligger i provinsen Saladin, i den centrala delen av landet, 80 km norr om huvudstaden Bagdad.
Följande samhällen finns i Balad District:
- Balad